# AB Etablissement Viking
AB Etablissement Viking var ett filmproduktionsbolag i Linköping.
John Bergqvist och Gustaf Berg startade 1907 ett filmlaboratorium i Linköping, Året efter bildades Etablissement Viking som 1911 ombildades till Aktiebolaget Etablissement Viking. Under de åren producerades ett femtiotal filmer. Produktionen omfattade journal-, natur- och industrifilmer samt några farser. Under en resa till London förvärvade Bergqvist och Berg rättigheterna för Skandinavien till färgfilmssystemet Kinemacolor. Sverigepremiären skedde i Linköping dit flera av landets biografägare var inbjudna. Under 1911 företog man en turné för att visa upp Kinemacolor filmer på olika biografer, de gjorde dock ingen större succé och bolaget tvingades upphöra med verksamheten med stora förluster som följd. I det nya bolaget Aktiebolaget Etablissement Viking ändrade man nu inriktning och började producera spelfilmer. Färginslagen i filmerna behölls genom att John Bergqvist lät infärga filmerna (så kallad tintning). Företaget gick i konkurs 1913.

## Filmproduktioner
- 1913 – Truls som mobiliserar
- 1913 – Lappens brud eller Dramat i vildmarken
- 1913 – Amors pilar eller Kärlek i Höga Norden
- 1911 – Badlif vid Mölle
- 1911 - En sann historia från Fläsian eller Gubben X, kikaren och albusken
- 1908 - En färd på Kinda Kanal